# قید (ابزار)

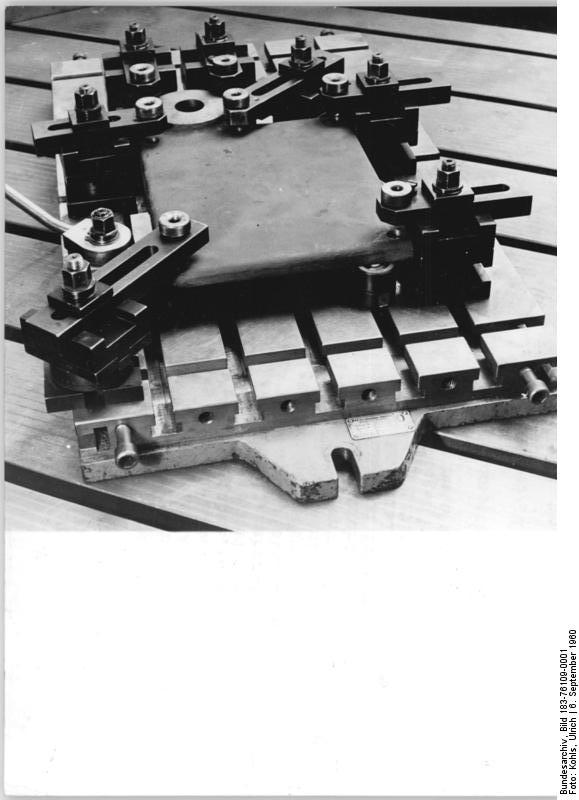
یک قطعه کار به همراه قید

قید یا جیگ (به انگلیسی: jig) به معنای هدایت‌کننده بوده و برای هدایت و مهار ابزار و همچنین قطعه کار مورد استفاده قرار می‌گیرد. قیدها محکم به میز کار بسته می‌شوند تا در حین عملیات جابجا نشوند.

## تفاوت قید و بند
قید (Jig) ابزارها را در مسیر خاص حرکت می‌دهد. همچنین راهنما ممکن است ابزار را در حین عملیات نگه دارد، ولی بند (Fixture) قطعه‌کار را در جای خود نگه می‌دارد، درحالیکه ابزارها نسبت به آن حرکت می‌کنند.

## مزایا و معایب
- هزینهٔ پایین
- ایجاد کیفیت همسان
- سرعت تولید
- ایمنی کامل برای قطعه، اپراتور و دستگاه
- برای بستن صفحات قالب جهت ماشین‌کاری به دلیل تعدد سوراخ‌ها، اپراتور مجبور است چندین بار جای گیره‌ها را عوض کند تا اینکه بتواند همهٔ سوراخ‌ها را بر روی صفحات ایجاد کند. امروزه صفحات توسط گیره‌های مغناطیسی نگه داشته می‌شوند.[۱]